# Dracula (1931)
Dracula ist ein in Schwarzweiß gedrehter US-amerikanischer Horrorfilm der Universal Studios aus dem Jahr 1931. Der Film gilt als erste offiziell zugelassene Verfilmung von Bram Stokers gleichnamigem Roman, obgleich er inhaltlich eher als Adaption des Bühnenstücks Dracula von Hamilton Deane und John L. Balderston angesehen werden kann. Regie führte Tod Browning, die Titelrolle spielte Bela Lugosi, der mit diesem Film zum Star wurde. In Deutschland hatte der Film entweder 1967, 1968 oder 1970 im Fernsehen Premiere.
Dracula wurde im Jahr 2000 in das National Film Registry der Library of Congress, USA, aufgenommen.

## Handlung
Renfield, ein englischer Makler, reist nach Transsylvanien, um mit dem zurückgezogen lebenden Grafen Dracula ein Immobiliengeschäft abzuschließen. Dracula möchte in London „Carfax Abbey“, eine verwahrloste, leerstehende Abtei, erwerben.
Renfields Mitreisende in der Kutsche sowie der Wirt und die Gäste eines Gasthofs, in dem Renfield Rast macht, sind schockiert, als dieser von seinem geplanten Besuch auf Schloss Dracula berichtet. Alle warnen Renfield davor, dass in dem halbverfallenen Gemäuer Vampire umgehen, die nachts das Blut der Lebenden saugen. Renfield lässt sich davon jedoch nicht beeindrucken und bricht zum Borgo-Pass auf, wo die schwarze Kutsche des Grafen bereits auf ihn wartet. Während der unruhigen Fahrt über kaum benutzte Geröllstraßen, entlang an gähnenden Abgründen, bemerkt Renfield, dass der Kutscher verschwunden ist und stattdessen eine Fledermaus über dem Kutschbock schwebt. Im alten Schloss angekommen, wird er von einem charmanten Herrn in eleganter Abendkleidung hereingebeten. Renfield wird beim Abendessen mit einem Schlafmittel narkotisiert, und die drei Bräute des Grafen Dracula stürzen bald darauf zu ihm ins Zimmer. Dracula beansprucht aber Renfield für sich selbst und trinkt sein Blut. Dadurch wird Renfield zum Sklaven Draculas und tritt mit ihm die Heimreise nach England an, wo der Fürst der Vampire eine neue Heimat gefunden zu haben meint.
In London, von seinem neuen Domizil aus, treibt Dracula schon bald sein Unwesen in der Upper Class Society der altehrwürdigen Stadt. Hier hat er es zunächst auf Lucy Weston, die Freundin von Dr. Sewards Tochter Mina, abgesehen, die auch sein erstes Opfer wird. Lucy siecht sichtlich dahin. Dr. Seward, Draculas Nachbar und Leiter der örtlichen Irrenanstalt, in die man auch den rasenden Renfield verbracht hat, weiß sich nicht mehr zu helfen und bittet den berühmten Professor Van Helsing um Beistand. Dieser verdächtigt sehr bald den geheimnisvollen Grafen Dracula als Urheber des Übels. Mit einer List offenbart Van Helsing, dass Dracula kein Spiegelbild besitzt, und stellt ihn damit als Vampir bloß. Doch während der Professor, Dr. Seward und Minas Verlobter John Harker beraten, wie dem jahrhundertealten Ungeheuer beizukommen ist, hat dieser bereits die junge Frau unter seinen Bann gebracht und entführt sie nach Carfax Abbey.
Da der Morgen bereits graut, muss sich Dracula in seinen Sarg zurückziehen. Diese Gelegenheit nutzt Van Helsing und vernichtet den Vampir, indem er ihm einen hölzernen Pfahl durch das Herz treibt und dadurch Mina rettet.

## Hintergrund

### Produktion
Nach dem Erfolg des gleichnamigen Bühnenstücks, das im Jahr 1927 uraufgeführt wurde, dauerte es noch bis zum Jahr 1930, ehe Universal den Stoff verfilmte. Die Gründe waren zum einen, dass Carl Laemmle, der Studiochef, nicht glaubte, dass die Verfilmung von Dracula in das Konzept des Studios, Unterhaltungsfilme zu drehen, passte, und zum anderen, dass auch die großen Studios eine Verfilmung bis dahin abgelehnt hatten.
Als im Jahr 1929 Carl Laemmle jr. das Studio „übernahm“, wurde beschlossen, den Roman zu verfilmen. Zunächst waren Conrad Veidt als Graf und Paul Leni als Regisseur des Films im Gespräch, aber Veidt ging nach Deutschland zurück, und Leni starb überraschend im Jahr 1929. Schließlich wurde der von Carl Laemmle jr. favorisierte Regisseur Tod Browning verpflichtet.
Der ebenfalls von Laemmle jr. für die Rolle des Grafen vorgesehene Lon Chaney, der zu jener Zeit ein Garant für den finanziellen Erfolg des Films gewesen wäre, verstarb einige Wochen vor Drehbeginn. Laemmle jr. wollte auf keinen Fall Bela Lugosi verpflichten, der die Rolle erfolgreich am Broadway gespielt hatte. Dazu telegrafierte er dessen Agenten, dass kein Interesse an Lugosi als Graf Dracula bestehe. Als dann unter anderen Ian Keith die Rolle ablehnte, wurden dennoch Probeaufnahmen mit Lugosi gedreht. Lugosi war dermaßen fest entschlossen, die Rolle des Grafen zu spielen, dass er sich mit einer für seine Verhältnisse sehr bescheidenen Gage zufriedengab.

### Sonstiges
- Gefilmt wurde gleichzeitig auch eine spanische Fassung Drácula – tagsüber wurde die US-Fassung gedreht, nachts die spanische. Es wurden dieselben Kulissen verwendet, die Schauspieler waren allerdings andere. Die spanische Fassung ist um ca. 30 Minuten länger als der US-Film.

- Der Komponist Philip Glass komponierte im Jahr 1998 für die restaurierte Fassung eine neue Filmmusik. Im Original kamen verschiedene klassische Musikstücke zum Einsatz: Das Schwanensee-Ballett von Pjotr Iljitsch Tschaikowski, die „Unvollendete“ von Franz Schubert und Die Meistersinger von Nürnberg von Richard Wagner.

- Für die Rolle des Grafen Dracula war ursprünglich der Mann mit den 1.000 Gesichtern Lon Chaney sen. vorgesehen. Der Stummfilmstar verstarb allerdings kurz vor Drehbeginn an einem Krebsleiden. Bevor der Part jedoch an Lugosi ging, waren Schauspieler wie Conrad Veidt, John Wray, Paul Muni, Chester Morris und William Courtenay im Gespräch.

- Für die Szene in der Royal Albert Hall wurden dieselben Kulissen verwendet, die schon in The Phantom of the Opera (1925) Verwendung gefunden hatten.

- Wie bereits bei Frankenstein (1931) hielt Edward Van Sloan in einem Prolog vor dem eigentlichen Filmbeginn eine kurze Rede zur Einführung. Diese wurde jedoch bei der Wiederaufführung 1936 herausgeschnitten und gilt inzwischen als verschollen.

- Das Studio mochte die Szene nicht, in der Dracula den bewusstlosen Renfield beißt, da dieser Moment eine zu homoerotische Ausstrahlung habe. Man schickte dem Regisseur eine Notiz, in der es hieß: „Dracula soll ausschließlich Frauen attackieren!“

- Das Studio hatte Dracula als eine gewaltige Big-Budget-Produktion geplant, die sich sehr nahe an Bram Stokers Roman halten sollte. Infolge der großen Depression jedoch verfügte Universal nicht über die finanziellen Mittel, um ein solches Groß-Projekt zu realisieren. Stattdessen adaptierte man das wesentlich kostengünstigere Bühnenstück von Hamilton Deane.

- Verschiedene Elemente, die bis heute mit Dracula verbunden werden, sind im Film selbst eigentlich nicht vorhanden. Die Fangzähne des Grafen sind niemals zu sehen, die Bisswunden an den Hälsen der Opfer sind jedoch zu sehen.

- Ursprünglich sollte Bette Davis, die zu dieser Zeit von Universal unter Vertrag genommen wurde, die Rolle der Mina übernehmen. Carl Laemmle jun. jedoch entschied, dass sie nicht genügend Sexappeal für den Part habe.

- David Manners, der die Rolle des romantischen Helden John Harker spielte, hatte den fertigen Film in seinem ganzen Leben nicht ein einziges Mal gesehen.

- Das originale Filmplakat wurde bei einer Auktion von Heritage Auctions im März 2012 für 503.000 US-Dollar versteigert.[5]

## Synchronisation
Die deutsche Synchronfassung entstand bei der Studio Hamburg Synchron.
| Figur                 | Darsteller         | Deutscher Sprecher |
| --------------------- | ------------------ | ------------------ |
| Graf Dracula          | Bela Lugosi        | Rolf Boysen        |
| Mina Seward Harker    | Helen Chandler     | Karin Lieneweg     |
| John Harker           | David Manners      | Claus Jurichs      |
| R.M. Renfield         | Dwight Frye        | Lutz Mackensy      |
| Professor Van Helsing | Edward Van Sloan   | Konrad Wagner      |
| Dr. Jack Seward       | Herbert Bunston    | Klaus W. Krause    |
| Lucy Weston           | Frances Dade       | Renate Pichler     |
| Martin                | Charles K. Gerrard | Manfred Steffen    |

## Kritiken
- Lexikon des internationalen Films: „Die erste und interessanteste Verfilmung der ‚Dracula‘-Geschichte.“[7]

- Dieter Krusche, Jürgen Labenski in Reclams elektronisches Filmlexikon: „Der Film ist ziemlich unausgeglichen. Neben Szenen, in denen das Unheimliche unmittelbar im Bild lebendig wird, stehen andere, denen die Herkunft des Films von einem Bühnenstück allzu deutlich anzumerken ist. Browning und Lugosi machten gemeinsam eine Gestalt populär, die seither in Dutzenden von Filmen sehr unterschiedlicher Qualität wieder belebt worden ist. Viele Schauspieler sind in die Rolle Draculas geschlüpft. Nur wenige haben Lugosis finstere Würde wieder erreicht, die ihm — auch in weiteren Dracula-Rollen — beim Publikum immer wieder einen Rest von Mitleid sicherte.“[8]

- Cinema: „Der Film begann mit einem Todesfall: Weil Lon Chaney sr. vor Drehbeginn starb, ergatterte 1931 ein Ungar mit kommunistischer Vergangenheit die Rolle des adligen Blutsaugers. Er nannte sich Bela Lugosi und wurde mit diesem ersten Dracula-Tonfilm unsterblich. Im ersten Teil des Grusel-Epos herrscht eine perfekte Schauerstimmung, die dem expressionistischen Kameramann Karl Freund (Metropolis, Regisseur von Die Mumie) zugeschrieben wird: Eine führerlose Kutsche bringt den Makler Renfield zum düsteren Karpaten-Schloß des Grafen Dracula. Dort mischt ihm der Herr der Fledermäuse eine Droge in den Rotwein und überläßt ihn drei durstigen Vampirinnen. Dracula setzt sein Unwesen im konventionelleren, theatralisch-steifen zweiten Teil in London fort, wo er im Vampirjäger Dr. Van Helsing seinen Meister findet. Der Film verdankt seinen damaligen Erfolg vor allem Lugosis fremdländischer, erotischer Ausstrahlung. Der Mythos ließ Lugosi nie mehr los: Er gab Interviews im Sarg und wurde 1956 in seinem originalen Dracula-Outfit begraben.“

- Prisma schrieb: „Die Verfilmung von Bram Stokers berühmter Vampirgeschichte verdankt seine Wirkung vor allem der Atmosphäre des Bösen, die Bela Lugosi als scheintoter Graf Dracula, der aus seinem Grab steigt, um Blut zu saugen, eindrucksvoll vermittelt. Seine darstellerische Kraft wird von späteren Epigonen kaum erreicht. Regisseur Browning orientierte sich bei der filmischen Umsetzung der Grusel-Mär besonders an dem gleichnamigen Bühnenstück von John Balderston und Hamilton Deane aus dem Jahr 1927. Eindrucksvoll auch die Kamera-Arbeit von Karl Freund.“[9]

## Fortsetzungen
Fünf Jahre nach dem überragenden Erfolg von Dracula beschloss Universal, die Geschichte fortzusetzen. Draculas Tochter knüpft nahtlos an den ersten Teil an und beginnt mit der Verhaftung Prof. Van Helsings wegen des Mordes an Graf Dracula.
Weitere sieben Jahre später wurde mit Draculas Sohn eine weitere Fortsetzung produziert, die diesmal keinerlei Bezug zu den vorangegangenen Filmen nimmt. Der geheimnisvolle ungarische Graf Alucard beabsichtigt, auf einer Plantage im Süden der USA sein neues Heim zu beziehen. Mit seiner Ankunft beginnt eine Reihe von unheimlichen Ereignissen.
In den folgenden beiden Jahren versuchte man, die Spannung auszubauen, indem man mehrere Filmmonster in einer Geschichte kombinierte. So trafen in Frankensteins Haus und Draculas Haus neben einem verrückten Wissenschaftler mit buckligem Gehilfen auch Graf Dracula, der Wolfsmensch und Frankensteins Monster aufeinander.
Den Abschluss von Universals Dracula-Reihe bildete wiederum zwei Jahre später die Komödie Abbott & Costello treffen Frankenstein, in der die populärsten Monster des Studios persifliert wurden. Bela Lugosi spielte hier erstmals seit 1931 wieder den Grafen Dracula in einem Film.
- 1936: Draculas Tochter, Regie: Lambert Hillyer, Hauptrolle: Otto Kruger, Edward Van Sloan & Gloria Holden als Gräfin Marya Zaleska

- 1943: Draculas Sohn, Regie: Robert Siodmak, Hauptrolle: Robert Paige, Louise Allbritton & Lon Chaney jun. als Graf Alucard

- 1944: Frankensteins Haus, Regie: Erle C. Kenton, Hauptrolle: Boris Karloff, Lon Chaney jun., Glenn Strange & John Carradine als Graf Dracula

- 1945: Draculas Haus, Regie: Erle C. Kenton, Hauptrolle: Lon Chaney jun., Glenn Strange & John Carradine als Graf Dracula

- 1948: Abbott & Costello treffen Frankenstein, Regie: Charles Barton, Hauptrolle: Abbott & Costello, Lon Chaney jun., Glenn Strange & Bela Lugosi als Graf Dracula

## DVD-Veröffentlichung
Dracula wurde in Deutschland mehrfach als Einzel-DVD und als Teil der „Monster Legacy DVD Collection“ aufgelegt. Die amerikanischen DVD-Editionen von Universal Pictures enthalten neben der Originalversion auch die restaurierte Fassung mit Philip Glass’ neuer Filmmusik sowie die gleichzeitig entstandene spanischsprachige Version.